# 房山站
房山站是房山铁路上的一个火车站。该站位于北京市房山区燕房路，距离石楼站8公里。中国石油化工股份有限公司北京燕山分公司专用铁路从该站引出。